# Ferdinand von Bleul
Ferdinand Joseph Friedrich Freiherr von Bleul (* 7. Dezember 1806 in Salzburg; † 10. Januar 1890 Koblenz) war ein deutscher Unternehmer und preußischer Landrat des Landkreises Koblenz.

## Leben und Herkunft
Ferdinand von Bleul war ein Sohn des Salzburgischen Hofkanzlers Johann Heinrich von Bleul (1765–1807) und dessen Ehefrau Friederike, geb. d’Ester (1775–1851). Nach dem Tod des Vaters 1807 kehrte die Mutter mit ihren 5 Kindern zurück in die Heimat nach Vallendar. Im Jahr 1835 wurde Bleuel in die Geschäftsleitung der Eisen- und Stahlwarenhandlung seines Cousins Michael Joseph d’Ester (1798–1863) in Sayn aufgenommen, die 1936 den Namen Maschinenfabrik & Gußwarenhandlung erhielt.

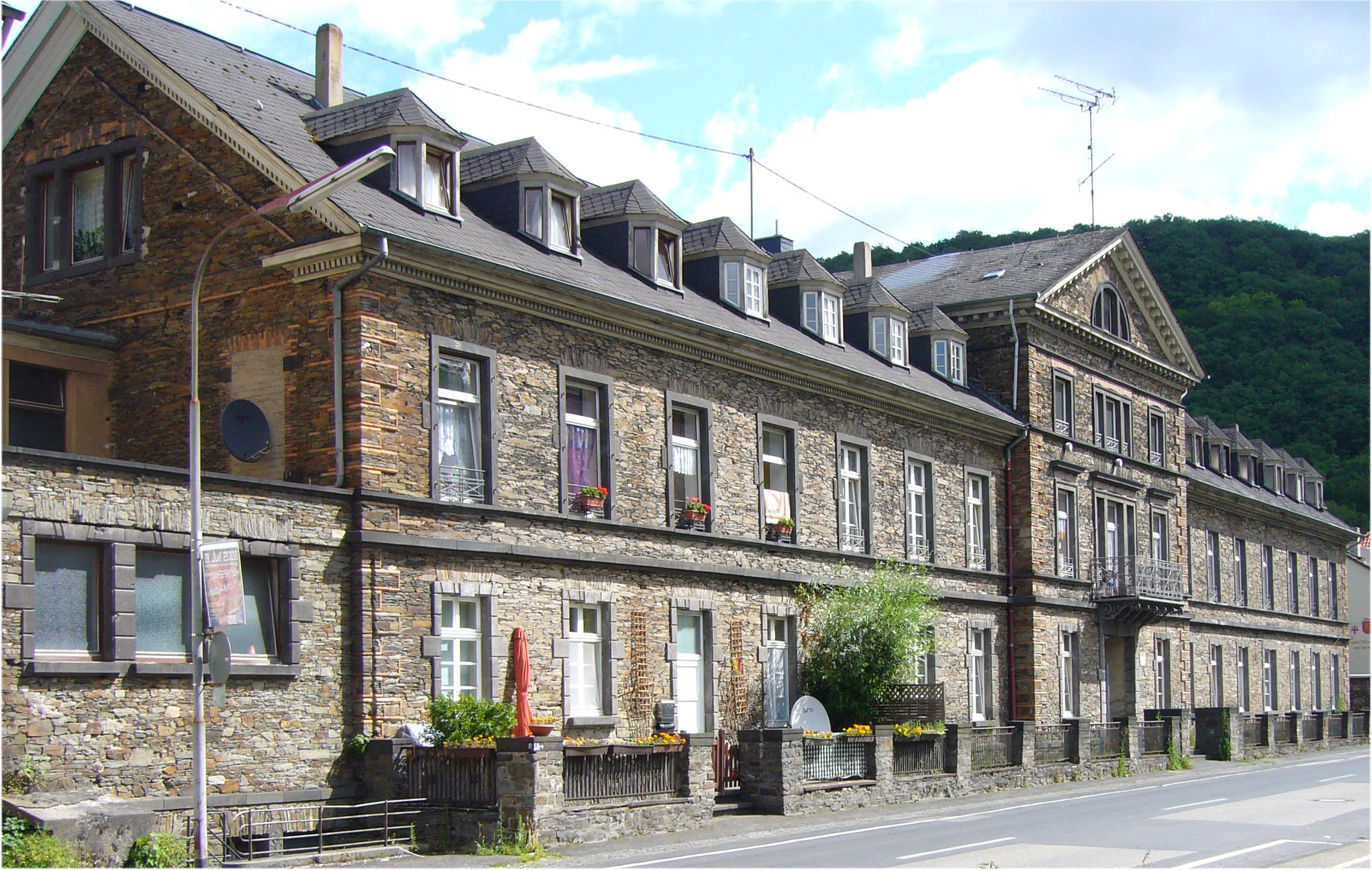
Ehemalige Eisenwarenfabrik in Sayn

1839 übernahm Bleul die Firma von seinem Cousin und ließ in Sayn einen großen Bruchsteinbau errichten, um darin eine Maschinenfabrik und eine Gusswarenhandlung unterzubringen. Zur Fabrik gehörten u. a. Maschinen- und Bearbeitungsstätten, eine Schmiede, sowie eine kleine Gießerei. 1850 wurde eine Betriebskrankenkasse gegründet und 1851 wurde das Werk um eine zweigeschossige Fabrikhalle mit einem Kupolgießofen erweitert. Unter der Führung Bleul's erlangte die Fabrik besonders im Dampfmaschinenbau einen hervorragenden Ruf. Die Produktpalette umfasste neben Maschinen aller Art auch hydraulische Weinpressen, Tonpressen für das Kannenbäckerland, sowie Gebrauchs- und Ziergegenstände aus Gusseisen wie. z. B. Gitterwerke, Treppen, Grabmonumente, Gartentische und Bänke. Um größere Werkstücke und Maschinenteile fertigen zu können, ließ man diese aus produktionstechnischen Gründen in der Sayner Hütte, mit der die Fabrik enge wirtschaftliche Beziehungen unterhielt, herstellen. 1856 gestattete das Sayner Hüttenamt der Maschinenfabrik auf dem Werksgelände der 1856 errichteten Mülhofener Hütte ein von der Neuwieder Brückengesellschaft an Bleul beauftragtes Dampffährboot zu bauen. Das am 14. Juni 1860 auf den Namen Neuwied getaufte Schiff nahm zwei Tage später nach einer technischen Überprüfung den Fährbetrieb zwischen Neuwied und Weißenthurm auf. Freiherr von Bleul bekleidete eine Reihe öffentlicher Ämter, er war Kreisdeputierter und vom 1. März bis zum 10. Oktober 1857 war er auftragsweise Landrat des Landkreises Koblenz. Nachdem sein Sohn Clemens das Angebot die Firma zu übernehmen ausgeschlagen hatte, um königlich preußischer Offizier im Königin Augusta Garde-Grenadier-Regiment Nr. 4 in Koblenz zu werden, veräußerte Ferdinand Bleul im Jahr 1872 sein Unternehmen an die Firma Alfred Krupp, die bereits seit 1865 Eigentümer der Sayner Hütte war. Nach dem Verkauf der Firma zog Bleul zurück nach Koblenz, wo er 1890 im Alter von 83 Jahren verstarb.

## Familie
Ferdinand von Bleul heiratete am 12. Oktober 1839 in Koblenz Johanna, geb. Zweifel (* 3. Dezember in Koblenz; † 20. Dezember 1879 in Vallendar). Die gemeinsamen Kinder waren:
- Heinrich Freiherr von Bleul (* 13. Februar 1843 in Sayn;, † 10. Oktober 1918 in Wiesbaden)
- Clemens Freiherr von Bleul (* 3. April 1847 in Sayn; † 23. Januar 1913 in Wiesbaden)
- Kathinka Freiin von Bleul (* 15. April 1856 in Sayn)

Eine ältere Schwester war Susanna Freiin von Bleul (* 28. August 1804; † 9. Januar 1825).